# Enope tolumnensis
Enope tolumnensis är en fjärilsart som beskrevs av Herrich-Schäffer 1853. Enope tolumnensis ingår i släktet Enope och familjen björnspinnare. Inga underarter finns listade i Catalogue of Life.